# Seleção Paraguaia de Voleibol Masculino
A seleção paraguaia de voleibol masculino é uma equipe sul-americana composta pelos melhores jogadores de voleibol do Paraguai. A equipe é mantida pela Federação Paraguaia de Voleibol (em língua castelhana, Federación Paraguaya de Voleibol). Encontra-se na 34ª posição do ranking mundial da FIVB segundo dados de 22 de julho de 2013.